# معرض سلوى زيدان
معرض سلوى زيدان هو معرض فني معاصر يقع داخل طريق مطار هيلتون كابيتال جراند أبوظبي ( الإمارات العربية المتحدة )، أسسته الفنانة اللبنانية سلوى زيدان في عام 1994. المعرض متخصص في الفن المعاصر وقد عرض فنانين مثل حسن شريف ومحمد كاظم ونديم كوفي.

## الفنانين
يشتهر المعرض بالتعاون مع فنانين ناشئين ومشهورين من الإمارات العربية المتحدة والشرق الأوسط وبقية العالم. تعمل حاليًا مع أكثر من 60 فنانًا، على الرغم من أن لديها عقود تمثيل رسمية مع قائمة مختارة من حوالي 25. بعض الفنانين الممثلين حاليًا في المعرض  هم:
- أدونيس ( أدونيس )
- أرمان ستيبانيان
- كوني نويز
- فاطمة المزروعي
- حسين شريف
- هوانغ سيونغ وو
- كوروش صالحي
- مارك غيراغوسيان
- مرواريد ك
- عمر زيدان
- سيروان باران
- ريم الفيصل
- روز حسيني
- سلوى زيدان
- سوراب نارانج

## قائمة المعارض السابقة
2014
- معرض الكيمياء الجماعية. الفنان: عبد البديع عبد المصور، أليس الخطيب، دين ويليامز، إيمانويل جيراغوسيان، فاطمة المزروعي، حسن شريف، حسين شريف، كاتيا طرابلسي، كوروش صالحي، ماندي كونز، محمد أبو النجا، محمد كاظم، ناصر بالانجي، نيفز ويدور، سلوى زيدان، هوانغ سيونغ وو، وتشوانغ هونغ يي.[6]
- معرض فردي "تحولات" لعمر زيدان
- بيروت آرتفير (ME. غير متوفر. SA. الفنانون: سلوى زيدان، وحسين شريف، وحبيب فاضل، وبول غيراغوسيان، وأدونيس.
- توسيع الأفق الأول المعرض الجماعي. الفنان: راهول دوتا، أدونيس، عمر زيدان، هوانغ سيونغ- وو، فاطمة المزروعي، جويل كودي، أليس الخطيب، مارك غيراغوسيان، روز حسيني، سلوى زيدان، جون فان ألستين، غورغي فيلين، مورفريد ك. كريتش وعبد بديع عبد مصور
- معرض فردي "معلقات" لأدونيس[7]
- "أبو ظبي تنادي دبي" بالتعاون مع كيوب آرت معرض، دبي. فنانون: عبد البادي عبد المصور، أدونيس، ضيف الله، بدر المنصور، فاطمة المزروعي، حلا الخليفة، حسين شريف، كوروش صالحي، معتز نصر، ناصر بلنجي، راهول دوتا، سوراب نارانج.

2013
- فن أبوظبي: رضا ديركشاني، حسن شريف، حسين شريف، ريم الفيصل، فاطمة المزروعي
- "بدايات جديدة" - افتتاح صالة عرض السعديات، معرض جماعي. الفنانين: رضا ديراكشاني، أدونيس، حسن شريف، روز الحسيني، كاتيا طرابلسي، قاسم السعيدي، عمر زيدان، توماس إسرائيل، كوروش صالحي، دين ويليامز، محمد أحمد إبراهيم، مرواريد ك. راهول داتا، سلوى زيدان

2011
- معرض عبد البديع عبد المصور الفردي
- آرت دبي 2011

2010
- أديس ( سمبوزيوم أبوظبي الدولي للنحت)
- مزاد سوثبي، الدوحة، قطر
- "كره ارضيه"
- أبوظبي آرتفير 2010
- معرض الفن الإماراتي المعاصر "أسقط الخطوط" (مع حسن شريف)
- - معرض الفن الرومانى المعاصر
- مجرد طباعة تظهر
- بو تسليه دي هيلياند

2009
- أدونيس
- فن أبوظبي[8]
- ناديرا محمود
- أكروتشاج
- روز الحسينى
- فنانون إماراتيون معاصرون
- في الضوء

## روابط خارجية
- إعادة افتتاح معرض سلوى زيدان كأول معرض خاص في جزيرة السعديات
- فن الشرق الأوسط - صالة سلوى زيدان
- خليج تايمز
- جلف نيوز: الشغف والثقافة ابحث عن منزل في أبو ظبي الشغف والثقافة اعثر على منزل في معرض أبوظبي
- AME Info - معرض سلوى زيدان
- آرت دبي
- فن الشرق الأوسط
- حقائق فنية - صالة سلوى زيدان
- الموقع الرسمي